# Campeonato Mundial de Taekwondo de 2015
O Campeonato Mundial de Taekwondo de 2015 foi a 22ª edição do evento, organizado pela Federação Mundial de Taekwondo (WTF) entre 12 de maio a 18 de maio de 2015. A competição foi realizada na Arena Traktor, em Tcheliabinsk, Rússia. 

## Resultados
Os resultados foram os seguintes. 
Masculino
| Evento                   | Ouro                         | Prata                           | Bronze                             |
| Até 54 kg (detalhes)     | Coreia do Sul Kim Tae-hun    | Rússia · Stanislav Denisov      | Brasil · Venilton Teixeira         |
| Até 54 kg (detalhes)     | Coreia do Sul Kim Tae-hun    | Rússia · Stanislav Denisov      | Tailândia · Ramnarong Sawekwiharee |
| Até 58 kg (detalhes)     | Irão Farzan Ashourzadeh      | Bélgica · Si Mohamed Ketbi      | Rússia · Ruslan Poiseev            |
| Até 58 kg (detalhes)     | Irão Farzan Ashourzadeh      | Bélgica · Si Mohamed Ketbi      | China · Zhao Shuai                 |
| Até 63 kg (detalhes)     | Bélgica · Jaouad Achab       | Espanha · Joel González         | Irão Abolfazl Yaghoubi             |
| Até 63 kg (detalhes)     | Bélgica · Jaouad Achab       | Espanha · Joel González         | México · Saúl Gutiérrez            |
| Até 68 kg (detalhes)     | Turquia · Servet Tazegül     | Rússia · Aleksey Denisenko      | Espanha · José Antonio Rosillo     |
| Até 68 kg (detalhes)     | Turquia · Servet Tazegül     | Rússia · Aleksey Denisenko      | Coreia do Sul Shin Dong-yun        |
| Até 74 kg (detalhes)     | Irão Masoud Hajji-Zavareh    | Uzbequistão · Nikita Rafalovich | Rússia · Albert Gaun               |
| Até 74 kg (detalhes)     | Irão Masoud Hajji-Zavareh    | Uzbequistão · Nikita Rafalovich | Mali · Ismaël Coulibaly            |
| Até 80 kg (detalhes)     | Irão Mehdi Khodabakhshi      | Reino Unido · Damon Sansum      | Moldávia · Aaron Cook              |
| Até 80 kg (detalhes)     | Irão Mehdi Khodabakhshi      | Reino Unido · Damon Sansum      | Alemanha · Tahir Güleç             |
| Até 87 kg (detalhes)     | Azerbaijão · Radik Isayev    | Uzbequistão · Jasur Baykuziyev  | Rússia · Vladislav Larin           |
| Até 87 kg (detalhes)     | Azerbaijão · Radik Isayev    | Uzbequistão · Jasur Baykuziyev  | Cuba · Rafael Alba                 |
| Mais de 87 kg (detalhes) | Uzbequistão · Dmitriy Shokin | Costa do Marfim · Firmin Zokou  | Gabão · Anthony Obame              |
| Mais de 87 kg (detalhes) | Uzbequistão · Dmitriy Shokin | Costa do Marfim · Firmin Zokou  | Cuba · Robelis Despaigne           |

Feminino
| Evento                   | Ouro                               | Prata                         | Bronze                                |
| Até 46 kg (detalhes)     | Tailândia · Panipak Wongpattanakit | Ucrânia · Iryna Romoldanova   | Taipé Chinesa · Lin Wan-ting          |
| Até 46 kg (detalhes)     | Tailândia · Panipak Wongpattanakit | Ucrânia · Iryna Romoldanova   | Brasil · Iris Sing                    |
| Até 49 kg (detalhes)     | Coreia do Sul Ha Min-ah            | China · Wu Jingyu             | Rússia · Svetlana Igumenova           |
| Até 49 kg (detalhes)     | Coreia do Sul Ha Min-ah            | China · Wu Jingyu             | Sérvia · Tijana Bogdanović            |
| Até 53 kg (detalhes)     | Coreia do Sul Lim Geum-byeol       | Taipé Chinesa · Huang Yun-wen | Croácia · Ana Zaninović               |
| Até 53 kg (detalhes)     | Coreia do Sul Lim Geum-byeol       | Taipé Chinesa · Huang Yun-wen | Grécia · Andriana Asprogeraka         |
| Até 57 kg (detalhes)     | Japão · Mayu Hamada                | Espanha · Eva Calvo           | Irão Kimia Alizadeh                   |
| Até 57 kg (detalhes)     | Japão · Mayu Hamada                | Espanha · Eva Calvo           | Hungria · Edina Kotsis                |
| Até 62 kg (detalhes)     | Turquia · İrem Yaman               | Espanha · Marta Calvo         | Bielorrússia · Viktoryia Belanouskaya |
| Até 62 kg (detalhes)     | Turquia · İrem Yaman               | Espanha · Marta Calvo         | Reino Unido · Rachelle Booth          |
| Até 67 kg (detalhes)     | Taipé Chinesa · Chuang Chia-chia   | Turquia · Nur Tatar           | Estados Unidos · Paige McPherson      |
| Até 67 kg (detalhes)     | Taipé Chinesa · Chuang Chia-chia   | Turquia · Nur Tatar           | Colômbia · Katherine Dumar            |
| Até 73 kg (detalhes)     | Coreia do Sul Oh Hye-ri            | China · Zheng Shuyin          | Estados Unidos · Jackie Galloway      |
| Até 73 kg (detalhes)     | Coreia do Sul Oh Hye-ri            | China · Zheng Shuyin          | Croácia · Iva Radoš                   |
| Mais de 73 kg (detalhes) | Reino Unido · Bianca Walkden       | França · Gwladys Épangue      | Turquia · Nafia Kuş                   |
| Mais de 73 kg (detalhes) | Reino Unido · Bianca Walkden       | França · Gwladys Épangue      | Rússia · Olga Ivanova                 |

## Quadro de medalhas
O quadro de medalhas foi publicado. 
| Ordem | País            | Medalha de ouro | Medalha de prata | Medalha de bronze | Total |
| ----- | --------------- | --------------- | ---------------- | ----------------- | ----- |
| 1     | Coreia do Sul   | 4               | 0                | 1                 | 5     |
| 2     | Irão            | 3               | 0                | 2                 | 5     |
| 3     | Turquia         | 2               | 1                | 1                 | 4     |
| 4     | Uzbequistão     | 1               | 2                | 0                 | 3     |
| 5     | Taipé Chinesa   | 1               | 1                | 1                 | 3     |
| 5     | Reino Unido     | 1               | 1                | 1                 | 3     |
| 7     | Bélgica         | 1               | 1                | 0                 | 2     |
| 8     | Tailândia       | 1               | 0                | 1                 | 2     |
| 9     | Azerbaijão      | 1               | 0                | 0                 | 1     |
| 9     | Japão           | 1               | 0                | 0                 | 1     |
| 11    | Espanha         | 0               | 3                | 1                 | 4     |
| 12    | Rússia          | 0               | 2                | 5                 | 7     |
| 13    | China           | 0               | 2                | 1                 | 3     |
| 14    | França          | 0               | 1                | 0                 | 1     |
| 14    | Costa do Marfim | 0               | 1                | 0                 | 1     |
| 14    | Ucrânia         | 0               | 1                | 0                 | 1     |
| 17    | Brasil          | 0               | 0                | 2                 | 2     |
| 17    | Croácia         | 0               | 0                | 2                 | 2     |
| 17    | Cuba            | 0               | 0                | 2                 | 2     |
| 17    | Estados Unidos  | 0               | 0                | 2                 | 2     |
| 21    | Bielorrússia    | 0               | 0                | 1                 | 1     |
| 21    | Colômbia        | 0               | 0                | 1                 | 1     |
| 21    | Gabão           | 0               | 0                | 1                 | 1     |
| 21    | Alemanha        | 0               | 0                | 1                 | 1     |
| 21    | Grécia          | 0               | 0                | 1                 | 1     |
| 21    | Hungria         | 0               | 0                | 1                 | 1     |
| 21    | Mali            | 0               | 0                | 1                 | 1     |
| 21    | México          | 0               | 0                | 1                 | 1     |
| 21    | Moldávia        | 0               | 0                | 1                 | 1     |
| 21    | Sérvia          | 0               | 0                | 1                 | 1     |
| Total | Total           | 16              | 16               | 32                | 64    |